# Džamila Stehlíková

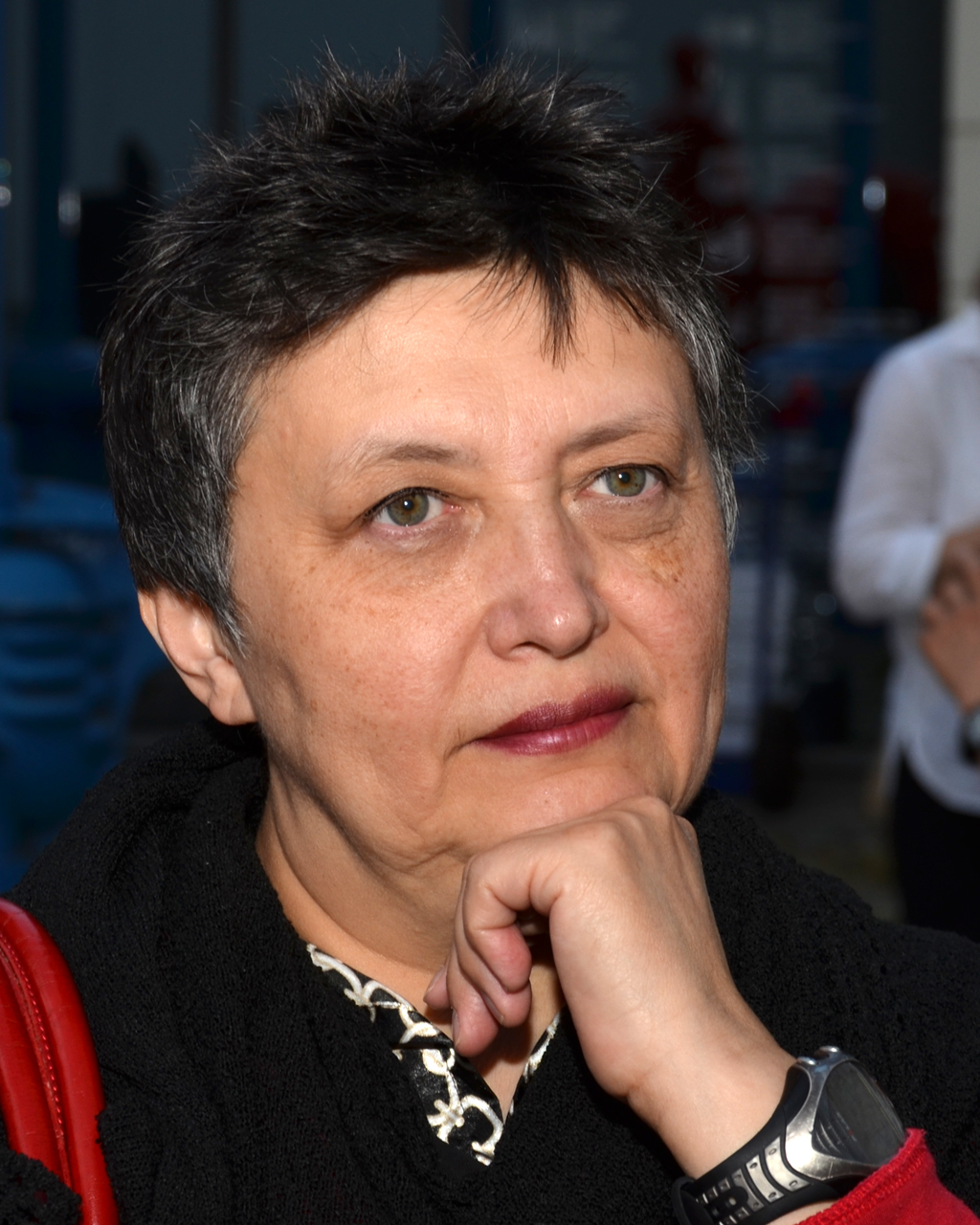
Džamila Stehlíková (2017)

Džamila Stehlíková (geboren als (kasachisch Жәмилә Алмасқызы Ордабаева) Schämilä Almasqysy Ordabajewa am 6. Februar 1962 in Alma-Ata, Kasachische SSR Sowjetunion) ist eine tschechisch-kasachische Ärztin, Politikerin (LES) und ehemalige Ministerin (SZ).

## Leben
Schämilä (Džamila) Almasqysy Ordabajewa wurde am 6. Februar 1962 in Alma-Ata geboren. Sie absolvierte 1985 ihr Studium an der Ersten Russischen Staatlichen Medizinischen Universität (MSMU) in Moskau mit Schwerpunkt Allgemeinmedizin. An ihrer Universität arbeitete sie bis 1988 in Forschung und Lehre an der Fakultät für Psychiatrie. Im Januar 1988 heiratete sie den Tschechen Miloslav Stehlík und folgte ihm im Juni aus familiären Gründen nach Tschechien. Im Februar 1992 erhielt sie die tschechische Staatsbürgerschaft. Ihre Ehe wurde 1997 geschieden.
Stehlíková arbeitete von Februar 1989 bis August 1992 in Chomutov als Fachärztin in der Psychiatrie und anschließend bis 1997 als Forscherin am Nationalen Zentrum für Gesundheitsförderung in Prag sowie am Staatlichen Institut für öffentliche Gesundheit. Im Bereich Drogenproblematik und HIV/AIDS-Prävention war sie wissenschaftlich, publizistisch, beratend und lehrend tätig. Ein Gegenstand war auch die Diskriminierung von Minderheiten mit Risikotoleranz. Von 1998 bis 2006 arbeitete Stehlíková in Chomutov in eigener Praxis auf dem Gebiet der Psychiatrie. Zu gleicher Zeit war sie am Institut für Sozialwissenschaften der Jan-Evangelista-Purkyně-Universität Ústí nad Labem (UJEP) in Forschung und Lehre tätig.
Džamila Stehlíková war von Januar 2007 bis Januar 2009 tschechische Ministerin ohne Geschäftsbereich mit Zuständigkeit für Menschenrechte und Minderheiten in der Koalitionsregierung von Mirek Topolánek. Sie vertrat dort die Strana zelených (SZ, Grüne Partei). Am 23. Januar 2009 trat sie von ihrem Amt zurück.
Stehlíková ist weiterhin politisch tätig. Nach ihrem Austritt bei den Grünen wurde sie 2014 Präsidiumsmitglied der grün-liberalen Partei Liberálně ekologická strana (LES). Stehlíková setzt sich gegen die in der Tschechischen Republik noch immer legalen körperlichen Züchtigung (Körperstrafe) von Kindern ein.

## Schriften
- mit Ivo Procházka, Jiří Hromada: Homosexualita, společnost a AIDS v ČR. SOHO, Prag 1995.
- Grafik: Křížovka života v obrazech MUDr. Josefa Jonáše 1998. Prag 1997.
- mit Lucie Vidovićová, Jan Lorman: Život v domovech pro seniory 2007. Problémy týrání, zneužívání a zanedbávání péče v domovech pro seniory. Zpráva z výzkumu.
- mit Jiří Stupka: Ročenka Národního programu HIV/AIDS v České republice 2009–2010. Prag 2011.